# Acacia filicifolia
Acacia filicifolia là một loài thực vật có hoa trong họ Đậu. Loài này được Cheel & M.B.Welch miêu tả khoa học đầu tiên.